# Єдиний реєстр засуджених та осіб, узятих під варту
Єдиний реєстр засуджених та осіб, узятих під варту — українська державна інформаційна система, що містить відомості про засуджених, осіб, узятих під варту, та складається з чотирьох модулів:
- інформаційно-аналітичний модуль обліку засуджених та осіб, узятих під варту;
- модуль електронних сервісів управління справами суб'єктів пробації;
- модуль електронних сервісів медичного забезпечення засуджених та осіб, узятих під варту;
- Єдиний реєстр осіб, засуджених за злочини проти статевої свободи та статевої недоторканості малолітньої особи.

Нормативно-правовою основою Реєстру є Порядок формування та ведення Єдиного реєстру засуджених та осіб, узятих під варту, затв. Наказом Міністерства юстиції України від 26 червня 2018 року. Єдиний реєстр осіб, засуджених за злочини проти статевої свободи та статевої недоторканості малолітньої особи уведений Законом України від 19 грудня 2019 року про внесення відповідних змін до Кримінально-виконавчого кодексу України.

## Призначення
Певну статистику випадків повторних правопорушень в Україні ведуть окремі правоохоронці (окремо слідчі органи, окремо науковці, окремо Державна установа «Центр пробації» та Державна кримінально-виконавча служба України), втім до певного часу не існувало єдиного реєстру, де були б зведені воєдино всі дані і обраховувалися за єдиною методикою. Запуск та забезпечення функціонування такої системи мало дозволити створити єдину базу даних інформації про засуджених та ув'язнених, забезпечити оперативну комунікацію між органами та установами пенітенціарної системи та пробації, а також забезпечити взаємодію з іншими державними структурами, які працюють з реєстрами.
Завдяки використанню Реєстру, працівники установ виконання покарань оперативно отримують необхідну інформацію, не чекаючи паперової відповіді від уповноважених органів з питань пробації при підготовці до звільнення засудженого. Вони також можуть бачити, скільки і яких людей повторно потрапляють в систему відбування покарань, що дозволить удосконалювати індивідуальний підхід при роботі з засудженими з метою їх ефективного виправлення та ресоціалізації.

## Підсистеми
В Реєстрі функціонують такі підсистеми:
1. «Реєстр реєстраційних карток», призначена для обліку та обробки реєстраційних карток;
2. «Реєстр реєстраційних справ», призначена для обліку та обробки реєстраційних справ;
3. «Повідомлення», призначена для обліку та обробки повідомлень про реєстрацію осіб, узятих під варту, засуджених та суб'єктів пробації, та про їх нагляд;
4. «Досудова пробація», призначена для обліку та обробки ухвал суду, обліку клопотань, вимог, викликів, запитів та формування досудових доповідей;
5. «Наглядова пробація», призначена для обліку та обробки документів щодо нагляду за особою;
6. «Пенітенціарна пробація», призначена для обліку та обробки повідомлень, необхідних при підготовці осіб, які відбувають покарання у виді обмеження волі або позбавлення волі на певний строк, до звільнення;
7. «Реєстр медичних карток», призначена для обліку та обробку медичних карток засуджених та осіб, узятих під варту;
8. «КАСАНДРА»[⇨], призначена для обліку даних щодо оцінки ризиків вчинення повторного кримінального правопорушення;
9. «Ведення довідників», призначена для ведення довідників Реєстру;
10. «Ведення користувачів», призначена для ведення користувачів Реєстру;
11. «Авторизація користувачів», призначена для авторизації користувачів в Реєстрі з визначенням їх прав доступу до функцій в Реєстрі;
12. «Аудит», призначена для аналізу дій користувачів в Реєстрі;
13. «Контроль за виконанням судових рішень», призначена для контролю за реєстраційними справами, де спливає строк тримання під вартою / строк відбування покарання відповідно до рішення суду та контролю за строками настання права засудженого на застосування заохочувальних норм права;
14. «Статистичні звіти», призначена для формування, подання, обробки та аналізу статистичних звітів;
15. «Аналітичні звіти», призначена для формування та аналізу аналітичних звітів;
16. «Надання відомостей за запитами», призначена для обліку запитів на надання відомостей та їх обробки[1].

## Суб'єкти Реєстру
Адміністратором Реєстру є державне підприємство «Національні інформаційні системи».
Держателем Реєстру є Міністерство юстиції України.
Реєстраторами Реєстру є: уповноважені посадові особи Департаменту з питань виконання кримінальних покарань, установ виконання покарань та слідчих ізоляторів; Державної установи «Центр охорони здоров'я Державної кримінально-виконавчої служби України»; органів з питань пробації — кожен в частині внесення або редагування відомостей, що належить до його сфери.
Контролерами Реєстру є: уповноважені посадові особи Департаменту з питань виконання кримінальних покарань, міжрегіональних управлінь з питань виконання кримінальних покарань Міністерства юстиції; установ виконання покарань та слідчих ізоляторів; Державної установи «Центр пробації» та органів з питань пробації; Міністерства юстиції України.
Користувачами Реєстру є: уповноважені посадові особи апарату Міністерства юстиції України; Департаменту з питань виконання кримінальних покарань; міжрегіональних управлінь з питань виконання кримінальних покарань Міністерства юстиції; установ виконання покарань, слідчих ізоляторів Державної кримінально-виконавчої служби України; Державної установи «Центр пробації» та органи з питань пробації; Державної установи «Центр охорони здоров'я Державної кримінально-виконавчої служби України»; правоохоронних органів, а також фахівці з інформаційних систем. Користувачами ЄРЗСН також є керівники прокуратур та органів досудового розслідування, прокурори, слідчі та інші уповноважені особи Національної поліції України та Державного бюро розслідувань.

## Формування, внесення відомостей до Реєстру, надання відомостей з Реєстру
Підставою для внесення до Реєстру відомостей про засуджених, осіб, узятих під варту, та суб'єктів пробації є судові рішення, акти про помилування, акти органів та установ виконання покарань, уповноважених органів з питань пробації, документи підрозділів Державної установи «Центр охорони здоров'я Державної кримінально-виконавчої служби України».
Щодо однієї особи у Реєстрі створюється одна реєстраційна картка. До Реєстру вносяться такі відомості про особу:
1. загальні (анкетні) дані;
2. дані про документи особи;
3. дані про ідентифікацію особи (відцифрований образ обличчя, дактилоскопіювання, особливі прикмети)
4. дані про обвинувачення;
5. дані про судимості (в хронологічному порядку);
6. дані про відбування покарання та звільнення;
7. медичні дані;
8. дані про заходи пробації[1].

### Підсистема «КАСАНДРА»
Підсистема «КАСАНДРА» (див. Кассандра) забезпечує формування оцінки ризиків вчинення повторного кримінального правопорушення, яка ґрунтується на використанні алгоритмів автоматизованих висновків. Визначення ступеня ризиків вчинення повторного кримінального правопорушення (низький, середній, високий, дуже високий) здійснюється підсистемою «КАСАНДРА» автоматично на підставі алгоритму підрахунку балів та відповідності розміру балів встановленим ступеням ризиків.
Витяг з оцінки ризиків вчинення повторного кримінального правопорушення формується автоматично відповідно до обраних індикаторів, визначеного рівня впливу історії правопорушень на протиправну поведінку, рівня ризику шкоди життю та здоров'ю, рівня впливу динамічних факторів на протиправну поведінку та підсумків.
Підсистема «КАСАНДРА» забезпечує формування прогнозу, який ґрунтується на використанні машинного навчання та алгоритмів автоматизованих висновків (прогнозів), заснованих на результатах обробки великих структурованих масивів даних.
Прогноз вчинення особою повторного кримінального правопорушення формується з метою наукових досліджень, порівняння результатів прогнозу із результатом оцінки ризиків та вдосконалення системи оцінки ризиків.

### Надання відомостей з Реєстру
Відомості з Реєстру надаються реєстратором ІАС / реєстратором пробації за допомогою програмних засобів ведення цього Реєстру у паперовій або електронній формі у вигляді витягу про запитувані та актуальні на дату й час їх надання відомості щодо засуджених, осіб, узятих під варту, суб'єктів пробації або про відсутність у Реєстрі таких відомостей.
Відомості з ЄРЗСН надаються лише за письмовою заявою:
- будь-якої фізичної особи щодо інформації про себе;
- будь-якої фізичної особи щодо інформації про іншу особу у разі наявності нотаріально завіреної згоди особи, щодо якої така інформація запитується;
- сільського, селищного та міського голови, керівників державних адміністрацій, інших органів державної влади та місцевого самоврядування — щодо відомостей стосовно осіб, які претендують на зайняття посади керівника (заступника керівника) дошкільного закладу освіти, середнього закладу освіти, позашкільного закладу освіти, закладу охорони здоров'я або іншої установи, організації, зобов'язаної здійснювати нагляд за малолітніми особами або надавати послуги медичного, освітнього чи соціального характеру малолітнім особам, та належать до їх сфери управління;
- керівників дошкільних закладів освіти, середніх закладів освіти, позашкільних закладів освіти, закладів охорони здоров'я або іншої установи, організації, зобов'язаної здійснювати нагляд за малолітніми особами або надавати послуги медичного, освітнього чи соціального характеру таким особам — у зв'язку з вирішенням питання щодо прийняття особи на роботу[1].

## Єдиний реєстр осіб, засуджених за злочини проти статевої свободи та статевої недоторканості малолітньої особи
Єдиний реєстр осіб, засуджених за злочини проти статевої свободи та статевої недоторканості малолітньої особи — автоматизована електронна база даних, створена для забезпечення збирання, зберігання, захисту, обліку, пошуку, узагальнення даних про осіб, які вчинили злочини проти статевої свободи та статевої недоторканості малолітньої особи, у тому числі осіб, судимість яких за такі злочини знята або погашена в установленому законом порядку.
До реєстру вносяться відомості щодо прізвища, імені, по батькові засудженого, дати народження, місця проживання чи перебування, кримінального правопорушення, за який його було засуджено, виду кримінального покарання, який до нього був застосований, інформацію про фактично відбуте ним покарання, а також про порушення правил адміністративного нагляду.
Інформація про особу вноситься до реєстру на підставі обвинувального вироку суду, який набрав законної сили. У разі якщо особа вчинила кримінальне правопорушення проти статевої свободи та статевої недоторканості малолітньої особи до створення реєстру, інформація про таку особу вноситься до реєстру на підставі ухвали суду за клопотанням прокурора. (Приклад).
Створенню цього реєстру передувала трагедія, що сталася з 11-річною Дар'єю Лук'яненко в Іванівці на Одещині в червні 2019 року. Слідом за цим народний депутат Олег Ляшко запропонував два скандальних законопроєкти, що передбачали створення «відкритого реєстру педофілів» та хімічну кастрацію педофілів. Перший з них не дійшов до другого читання, а другий — заветований Президентом В. Зеленським після критики за очевидну суперечність із нормами медичної етики. Врешті, наступне скликання Верховної Ради ухвалило чинний Закон.
Реєстр створювався за підтримки Проекту ЄС «Pravo-Justice». У жовтні 2019 року було повідомлено про презентацію та початок тестової експлуатації. Наступного року Міністерство юстиції інтегрувало його з існуючим Єдиним реєстром засуджених та осіб, узятих під варту.
29 листопада 2023 р. Офіс Генерального прокурора повідомив, що завершив базовий етап наповнення реєстру.